# Невська оперативна група

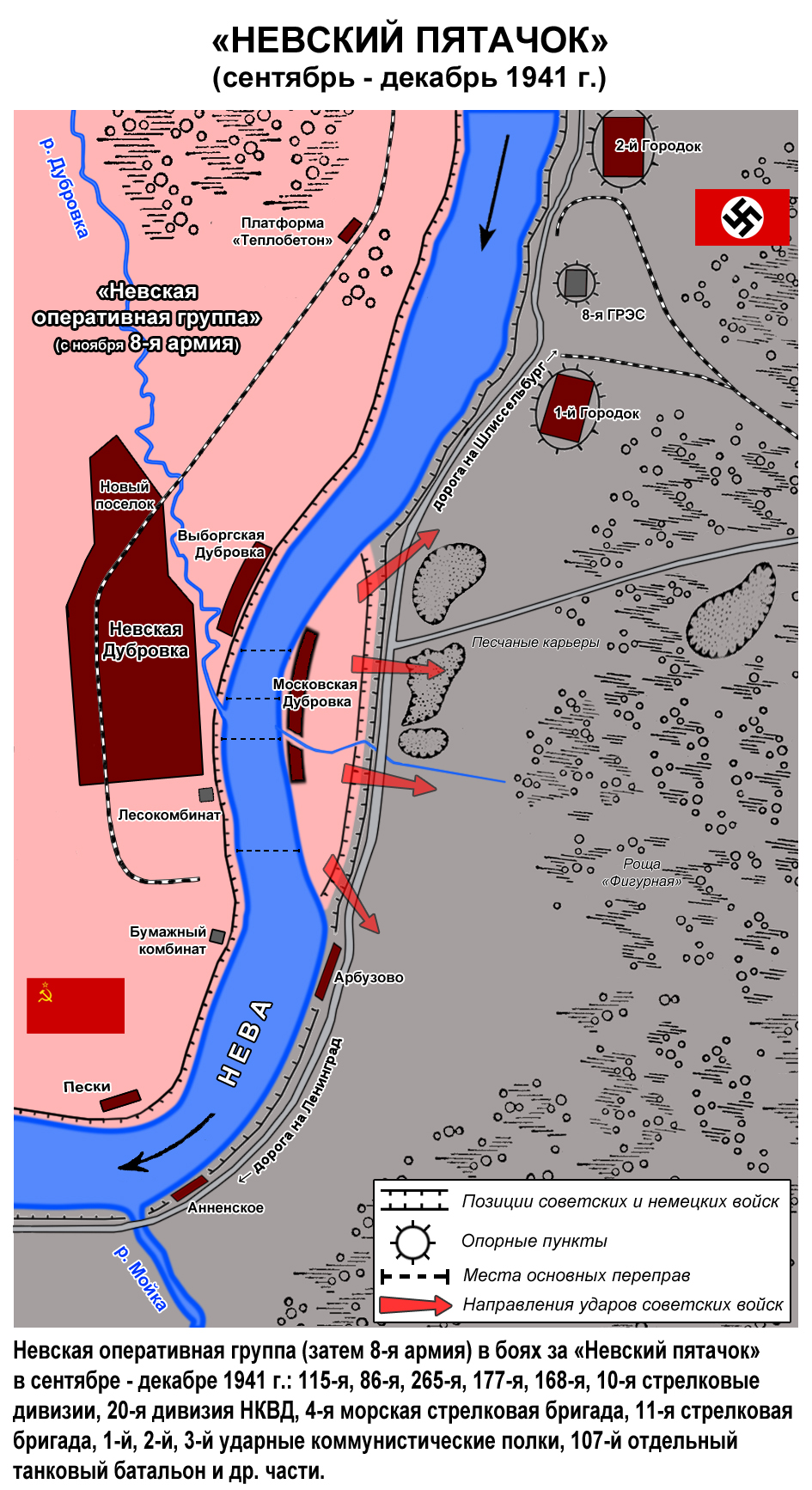
Невська оперативна група радянських військ на Невському п'ятачку в блокадному Ленінграді

Невська оперативна група — оперативна група радянських військ, що діяла у складі Ленінградського фронту за часів Другої світової війни. Брала активну участь в обороні Ленінграда під час блокади. 

## Командувачі
Перше формування
- генерал-лейтенант Пшенников П. С. (вересень — жовтень 1941);

Друге формування
- 1-ша Невська оперативна група:
  - генерал-майор Коньков В. Ф. (жовтень — листопад 1941);
- 2-га Невська оперативна група:
  - генерал-майор Стариков П. Н. (жовтень — листопад 1941).

Третє формування
- генерал-майор Стариков Ф. М. (січень 1942);
- генерал-майор Бондарев А. Л. (січень — квітень 1942);
- генерал-майор Нікітін І. Ф. (квітень — листопад 1942).

## Формування Невської оперативної групи
| № | Назва                    | Сформована                                                                | У складі             | Час існування                 | Бойовий шлях битви, операції, бої                                                | Бойовий шлях битви, операції, бої | Склад                     | Подальша доля                   | Командувачі                                 |
| № | Назва                    | Сформована                                                                | У складі             | Час існування                 | Оборонні                                                                         | Наступальні                       | Склад                     | Подальша доля                   | Командувачі                                 |
| - | ------------------------ | ------------------------------------------------------------------------- | -------------------- | ----------------------------- | -------------------------------------------------------------------------------- | --------------------------------- | ------------------------- | ------------------------------- | ------------------------------------------- |
| 1 | Невська оперативна група | з 2-ї гвардійської Ленінградської стрілецької дивізії народного ополчення | Ленінградський фронт | 22 вересня — 6 листопада 1941 | Ленінград → Ленінградська оборонна операція → Блокада Ленінграда                 | Не брала участі                   | окремі стрілецькі дивізії | розформована                    | Пшенников П. С. Коньков В. Ф.               |
| 1 | Невська оперативна група | з 19-го ск                                                                | Ленінградський фронт | 25 жовтня — 2 листопада 1941  | Ленінград → Блокада Ленінграда → Оранієнбаумський плацдарм                       | Не брала участі                   | окремі стрілецькі дивізії | переформована на Приморську ОГр | Стариков П. Н.                              |
| 1 | Невська оперативна група | з Синявінської ОГр                                                        | Ленінградський фронт | 27 січня — 10 жовтня 1942     | Ленінград → Блокада Ленінграда → Синявінська операція (1942) → Невський п'ятачок | Не брала участі                   | окремі стрілецькі дивізії | переформована на 67-му армію    | Стариков Ф. М. Бондарев А. Л. Нікітін І. Ф. |